# Budapest-Nyugati pályaudvar
Budapest-Nyugati pályaudvar (česky Budapešť západní nádraží) je železniční stanice v Budapešti. Stanice je jedna ze tří hlavních železničních nádraží v centru města (spolu s Keleti pályaudvar a Déli pályaudvar, tj. východním a jižním nádražím).

## Obecný přehled

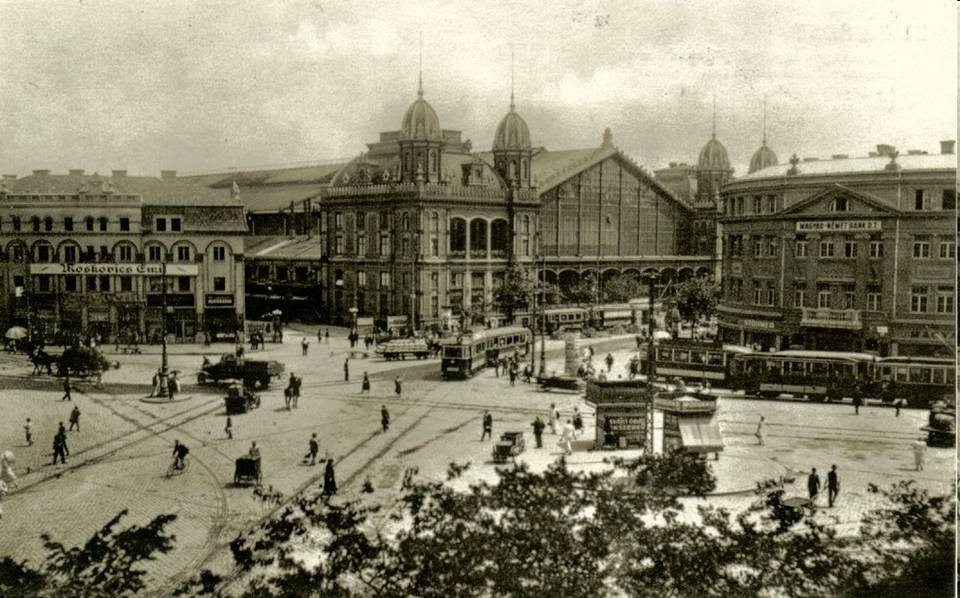
Nyugati tér a nádraží ke konci 19. století

Budovu navrhl architekt August de Serres a postavila ji společnost Eiffel. Slavnostně byla otevřena 28. října roku 1877. Původně na jejím místě stálo jiné nádraží; končila tu první železniční trať, která do Budapešti vedla (spojovala uherskou metropoli s nedalekým městem Vác). Zbourána pak byla z důvodu výstavby bulváru Nagykörút. Od 70. let 20. století je nádraží rovněž napojeno i na stanici metra, nacházející se na lince M3 (nástupiště nádraží jsou spojena přímo s podzemním mělce založeným a rozsáhlým vestibulem stanice metra) a tramvajových linkách č. 4 a 6. Před nádražím se nachází také velmi významná dopravní křižovatka, a to jak pro dopravu individuální, tak i pro tu veřejnou. V sousedství stanice a také nad částí jejího kolejiště vyrostlo velké nákupní centrum West End, jeho šířka je 87 m.

## Doprava
Stanice je druhou nejdůležitější stanicí v Budapešti (hned po Keleti pu.). Mezinárodní vlaky zde odsud jezdí do Prahy, Terespolu a Mukačeva. Dále zde začíná spousta vnitrostátních vlaků InterCity do Segedína, Záhony či okružní InterCity (maďarsky Kör-IC) přes Szolnok, Debrecín, Nyíregyházu, Miškovec do Budapest-Keleti pu. Začíná zde několik osobních vlaků do Lajosmisze, Kecskemétu, Szolnoku, Vácu (přes Dunakeszi i Vácrátót), Szobu a Ostřihomi.

## Tratě
Ve stanici začínají tyto tratě:
- Železniční trať Budapešť – Ostřihom (MÁV 2)
- Železniční trať Budapešť – Szob (MÁV 70)
- Železniční trať Budapešť – Vácrátot – Vác (MÁV 71)
- Železniční trať Budapešť – Cegléd – Szolnok (MÁV 100a)

## Galerie

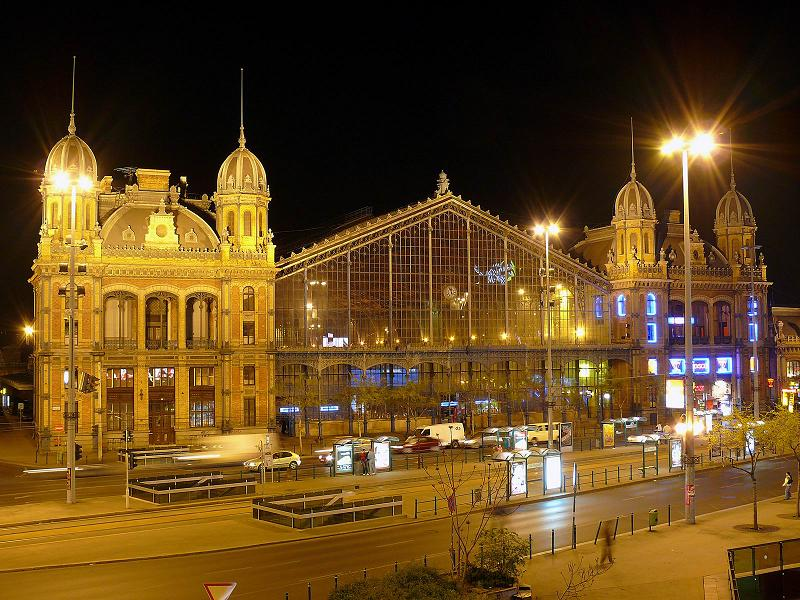
Nádraží v noci
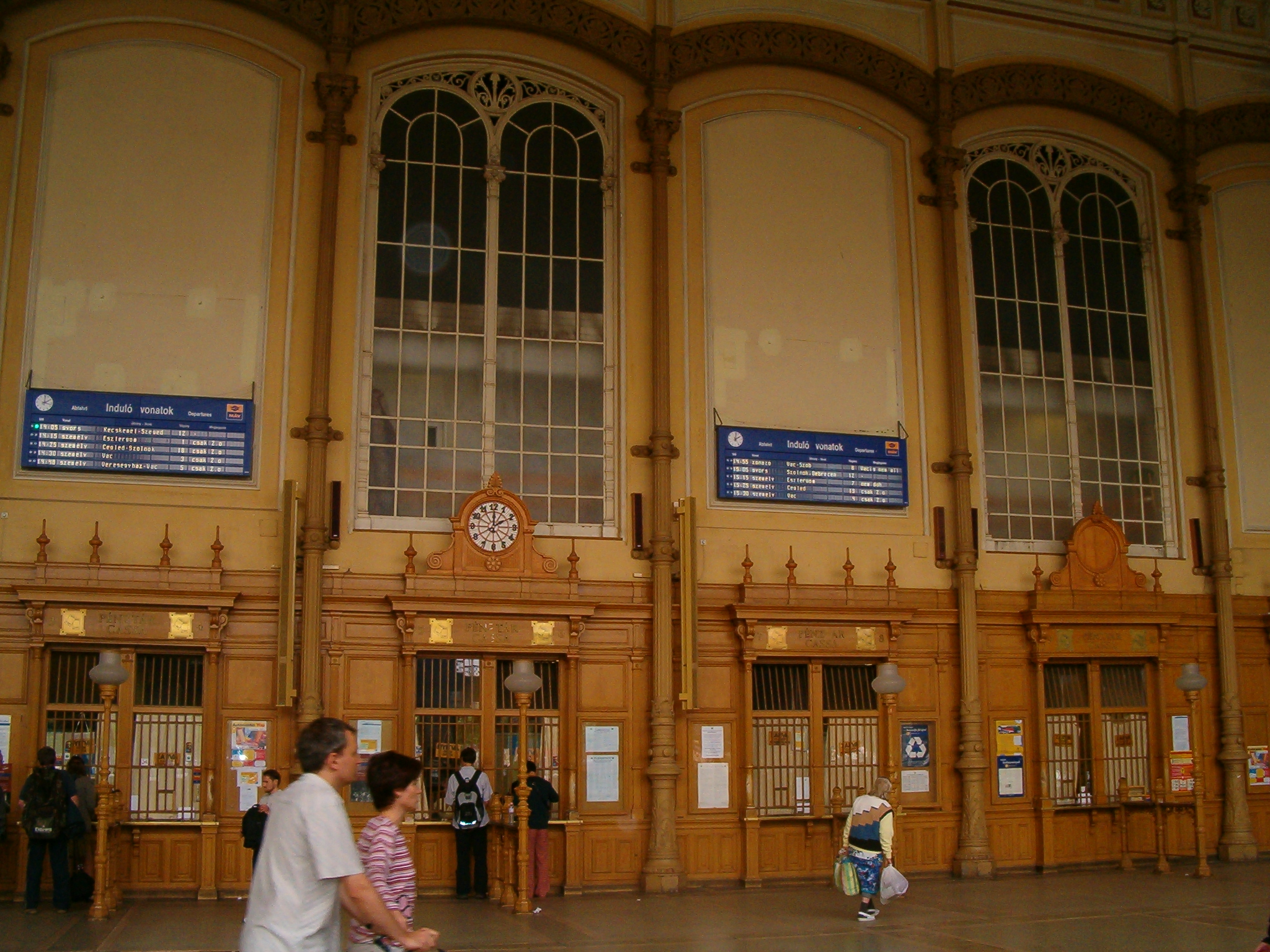
Výdejna jízdenek
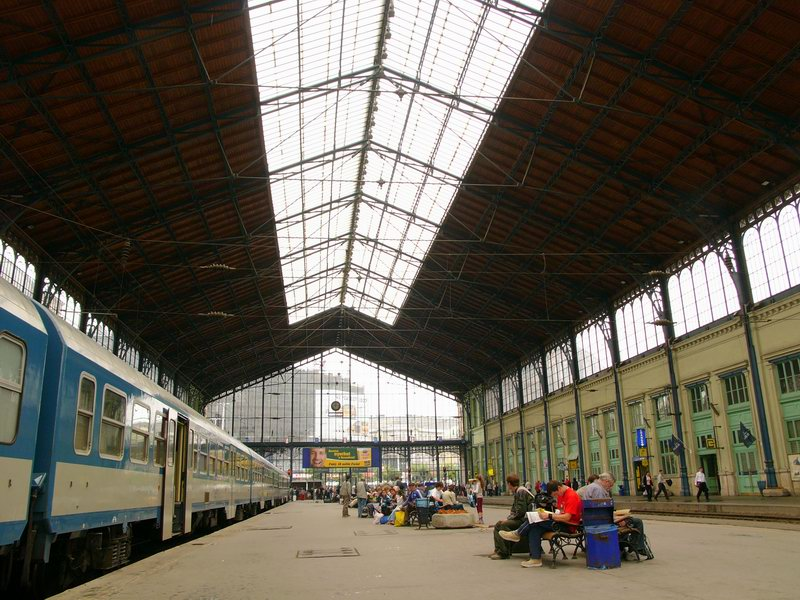
Hlavní nádražní hala
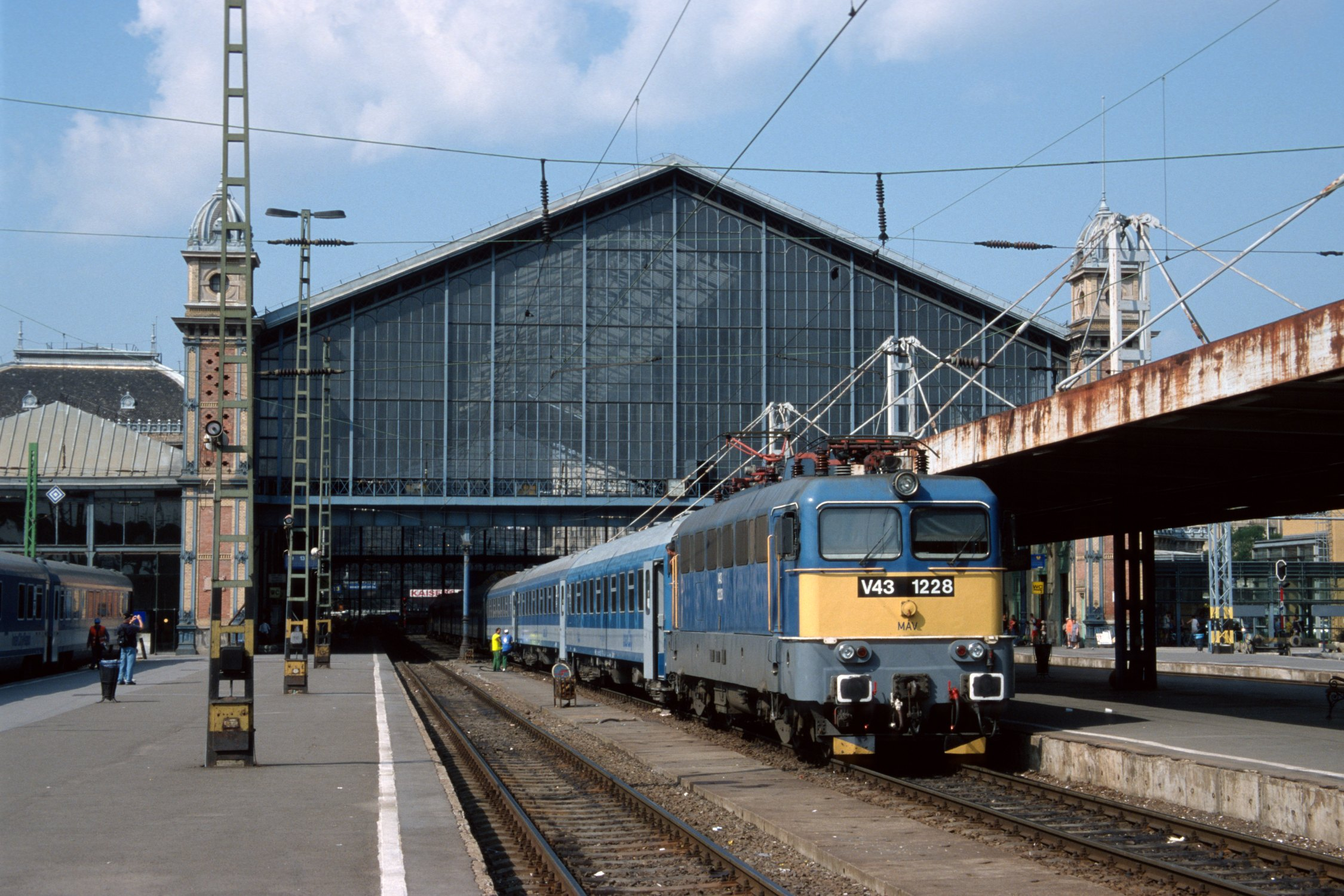
Pohled na nástupiště